# Johanneskerk (Burgwerd)
De Johanneskerk is een kerkgebouw in Burgwerd in de Nederlandse provincie Friesland.

## Beschrijving
De kerk was oorspronkelijk gewijd aan Johannes de Evangelist. De kerk uit de 13e eeuw werd in de 18e eeuw ommetseld. De eenbeukige kerk kreeg in de 19e eeuw steunberen. Ook werd de toren verbouwd. De klok uit 1512 is gegoten door Johan van Bremen. Het orgel uit 1735 gemaakt door Johann Michaell Schwartzburg werd in 1862 gerestaureerd door Willem Hardorff.

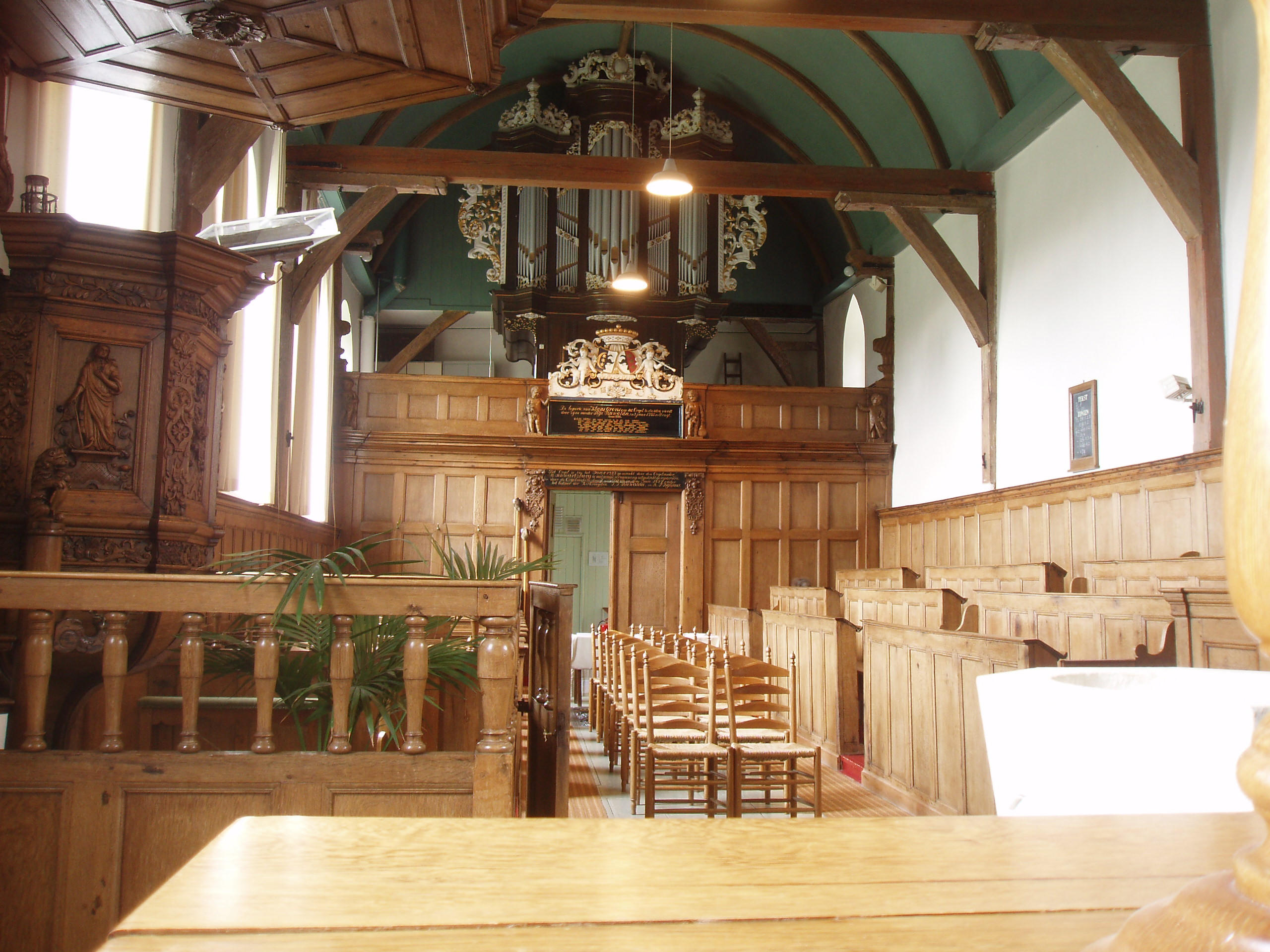
Interieur met orgel (2008)